# Jarosław Niemiec
 Jarosław Paweł Niemiec  (ur. 18 maja w 1969 w Jeleniej Górze) – pułkownik dyplomowany Wojska Polskiego; dowódca 9 Warmińskiego pułku rozpoznawczego (2020–2022); od 4 kwietnia 2022 szef Oddziału Rozpoznania Ogólnowojskowego i Osobowego ZRiWE w Dowództwie Generalnym Rodzajów Sił Zbrojnych.

## Przebieg służby wojskowej
Jarosław Niemiec we wrześniu 1990 podjął studia w Wyższej Szkole Oficerskiej Wojsk Zmechanizowanych we Wrocławiu, którą ukończył w 1994, uzyskując dyplom inżyniera – dowódcy. W sierpniu tego roku był promowany przez gen. broni Tadeusza Wileckiego na pierwszy stopień oficerski – podporucznika. W październiku 1994 został skierowany do Leźnicy Wielkiej, gdzie objął stanowisko dowódcy plutonu szturmowego w 1 Pułku Kawalerii Powietrznej z 25 Dywizji Kawalerii Powietrznej. W 1997 ukończył Wyższy Kurs Specjalistyczny dla dowódców batalionów zmechanizowanych we Wrocławiu, a następnie został wyznaczony na dowódcę szwadronu kawalerii powietrznej 1 pułku Kawalerii Powietrznej. W 2000 został skierowany na studia w Akademii Obrony Narodowej, po czym po ich ukończeniu otrzymał tytuł oficera dyplomowanego i w 2002 objął funkcję specjalisty w Szefostwie Wojsk Aeromobilnych Dowództwa Wojsk Lądowych w Warszawie. 
W 2007 ukończył Kurs Specjalistyczny dla majorów w Akademii Obrony Narodowej, po ukończeniu którego pełnił służbę w Oddziale Służby Inżynieryjno-Lotniczej DWLąd w Warszawie. W 2008 został wyznaczony na stanowisko dowódcy 1 batalionu kawalerii powietrznej w Leźnicy Wielkiej z 25 Brygady Kawalerii Powietrznej. W 2009 pełnił służbę w Afganistanie w ramach V zmiany PKW Afganistan jako dowódca Zespołu Szkoleniowego OMLT (Operational Mentor And Liaison Teams) FOB VULCAN. Po misji powrócił do dowodzenia 1 bkpow, gdzie w dniach 30–31 marca 2010 był organizatorem szkolenia zintegrowanego 1 TGB 1 bkpow, prowadził ćwiczenie zgodne z procedurami NATO odnośnie operacji ISAF w Afganistanie.
21 kwietnia 2011 objął stanowisko dowódcy 7 batalionu kawalerii powietrznej z 25 Brygady Kawalerii Powietrznej w Tomaszowie Mazowieckim. Na tym stanowisku współorganizator planowania, organizowania desantowania żołnierzy podczas międzynarodowego ćwiczenia taktycznego z wojskami pk. „RAPIT TRIDENT-11”, gdzie wspólnie uczestniczył z wydzielonymi siłami i środkami z amerykańską 173 Brygadą Powietrznodesantową potwierdzając kompatybilność w zakresie wspólnego działania. W 2011 ukończył Podyplomowe Studia - Międzynarodowe Stosunki Wojskowe w Akademii Obrony Narodowej. W 2012 pełnił służbę w PKW Afganistan podczas XI zmiany, gdzie był zastępcą dowódcy Samodzielnej Grupy Powietrznej-Szturmowej, po czym powrócił do służby w 7 bkpow. 26 września 2013 przekazał w obecności dowódcy 25 BKPow płka Adama Greli dowodzenie 7 bkpow dla swojego zastępcy mjr Piotra Wrony. 
Z dniem 30 września 2013 decyzją ministra obrony narodowej Tomasza Siemoniaka został skierowany na Podyplomowe Studia Operacyjno-Strategiczne w Akademii Obrony Narodowej w Warszawie, dodatkowo 11 kwietnia 2014 ukończył kurs Joint Special Operations University MacDill AFB, NATO Operational Planning Course w Akademii Obrony Narodowej w Warszawie, po czym po ich ukończeniu pełnił służbę na stanowisku starszego specjalisty Zarządu Wojsk Aeromobilnych i Zmotoryzowanych w Oddziale Szkolenia, Inspektoratu Wojsk Lądowych DG RSZ w Warszawie. W 2018 objął funkcję szefa Wydziału Operacyjnego Zarządu Wojsk Aeromobilnych i Zmotoryzowanych w Oddziale Szkolenia, Inspektoratu Wojsk Lądowych DG RSZ. 
26 marca 2020 w Lidzbarku Warmińskim w obecności szefa Zarządu Rozpoznania i Walki Elektronicznej DG RSZ płka Marcina Frączka przejął dowodzenie 9 Warmińskim pułkiem rozpoznawczym i Garnizonem Lidzbark Warmiński od płka Radosława Cyniaka. W okresie dowodzenia 9 pułkiem rozpoznawczym był odpowiedzialny między innymi za: zmianę struktur organizacyjno-funkcjonalnych w zakresie rozformowania Grup Rozpoznania Osobowego i przekazanie ich do Centrum Rozpoznania Osobowego w Zgierzu; za planowanie, organizowanie i szkolenie wydzielanych sił i środków z 9pr do operacji KFOR w zakresie HUMINT; za planowanie, organizowanie wydzielanych sił i środków z 9pr do prowadzonej przez DO RSZ operacji „GRYF”. Jednostką rozpoznawczą dowodził do 31 marca 2022 przekazując dowodzenie 9 pułkiem rozpoznawczym w obecności I Zastępcy Dowódcy Generalnego Rodzajów Sił Zbrojnych gen. dyw. Marka Sokołowskiego dla płka Dariusza Piotrowiaka. Decyzją ministra obrony narodowej Mariusza Błaszczaka z dniem 4 kwietnia 2022 objął stanowisko szefa Oddziału Rozpoznania Ogólnowojskowego i Osobowego ZRiWE pełniąc służbę w Dowództwie Generalnym Rodzajów Sił Zbrojnych.

## Awanse

Absolwent (1994)

## Awanse[7][5]
- podporucznik – 1994
- porucznik – 1997
- kapitan – 2001

- major – 2004
- podpułkownik – 2008
- pułkownik – 2020

## Ordery, odznaczenia i wyróżnienia[5]
- Brązowy Krzyż Zasługi – 2006[1]
- Srebrny Medal za Długoletnią Służbę – 2015
- Gwiazda Afganistanu – 2010, 2012
- Medal NATO za udział w misji ISAF – 2009, 2012
- Srebrny Medal „Siły Zbrojne w Służbie Ojczyzny” – 2010
- Złoty Medal „Za zasługi dla obronności kraju”  – 2013
- Medal za PKW Rumunia – 2021[13]
- Medal za PKW Turcja – 2022[14]
- Odznaka amerykańskich wojsk powietrznodesantowych Silver Wings – 2011
- Odznaka Combat Infantryman Badge U.S. ARMY za udział w misji XI zmiany w Afganistanie – 2012
- Odznaka pamiątkowa 9 pułku rozpoznawczego – 2020 (ex officio)
- Odznaka Skoczka Spadochronowego Wojsk Powietrznodesantowych – 1993 (ma aktualnie 180 skoków spadochronowych na spadochronie typu AD-95[5]).
- Wojskowa Odznaka Sprawności Fizycznej I stopnia – 1993

i inne

## Garnizony w przebiegu służby
W ponad 32 letniej służbie wojskowej był w garnizonach:
1. Wrocław (1990–1994) ↘
2. Leźnica Wielka (1994–1997) → Wrocław (1997) ↘
3. Leźnica Wielka (1997–2000) ↘
4. Warszawa (2000–2002) → Warszawa (2002–2008) → Leźnica Wielka (2008–2009) ↘
5. PKW Afganistan → (2009) ↘
6. Leźnica Wielka (2009–2011) → Tomaszów Mazowiecki (2011) → Warszawa (2011) ↘
7. Tomaszów Mazowiecki (2011–2012) ↘
8. PKW Afganistan → (2012) ↘
9. Tomaszów Mazowiecki (2012–2013) ↘
10. Warszawa (2013–2014) → Warszawa (2014–2020) ↘
11. Lidzbark Warmiński (2020–2022) → Warszawa (2022–obecnie)